# Harriet Martineau
Harriet Martineau   (Norwich, 12 de juny de 1802 - Ambleside, 27 de juny de 1876) fou una teòrica social, escriptora, ideòloga Whig i intel·lectual anglesa, sovint citada com la primera dona sociòloga.
Martineau va escriure molts llibres i una multitud d'assajos des d'una perspectiva sociològica, holística, religiosa, domèstica, i potser més controversialment, des d'una perspectiva femenina; també va traduir diversos treballs d'Auguste Comte. Gràcies a l'escriptura guanyava suficient com per poder mantenir-se sense preocupacions, una rara proesa per a una dona a l'època victoriana. Una jove princesa Victòria gaudia llegint les publicacions de Martineau. La reina convidà Martineau a la seva coronació l'any 1838 —un esdeveniment que Martineau va descriure amb gran i divertit detall, per als seus molts lectors. Martineau va dir del seu propi enfocament de l'escriptura: "quan s'estudia una societat, cal enfocar-ne tots els aspectes, incloent-hi les institucions polítiques, religioses i socials clau". Creia que era necessària una anàlisi social minuciosa per entendre l'estat inferior de les dones respecte els homes.
La novel·lista Margaret Oliphant digué "com a conferenciant i política nada, ella [Martineau] va estar menys afectada per la diferència marcada pel seu sexe que potser qualsevol altre, home o dona, de la seva generació." Martineau introduí perspectives sociològiques feministes en la seva escriptura on també va donar una visió d'assumptes com el matrimoni, els nens, la vida domèstica i religiosa, i relacions ètniques.

## Inicis

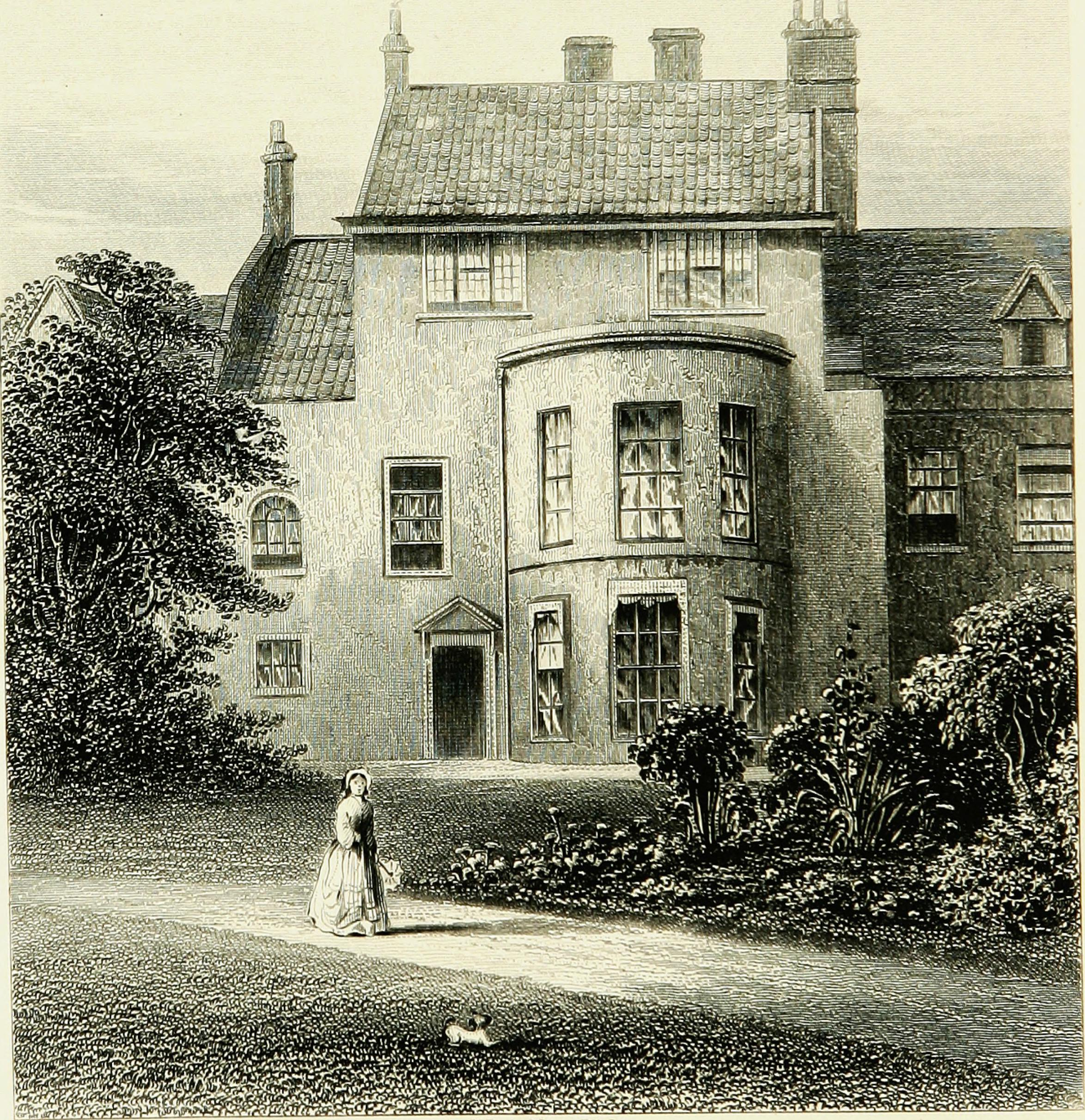
La casa on Harriet Martineau va néixer

La sisena de vuit fills, Harriet Martineau va néixer a Norwich, Anglaterra, on el seu pare era un fabricant tèxtil. Sa mare era la filla d'un refinador de sucre i una botiguera. La família Martineau era d'ascendència francesa hugonota i professava punts de vista unitaris. El seu oncle era el cirurgià Philip Meadows Martineau (1752–1829), a qui Harriet gaudia visitant a la seva propietat propera, Bracondale Lodge. Martineau era més propera al seu germà James, que esdevingué un clergue a l'estil dels dissidents anglesos. Segons l'escriptora Diana Postlethwaite, la relació de Harriet amb la seva mare era tensa i mancada d'afecte, i això va contribuir a punts de vista expressats en les seves obres posteriors. A Martineau, l'afectà que la seva mare la abandonés a mans d'una dida.
Els seus ideals en la vida domèstica i la "facultat natural per ser mestressa de casa", descrit en el seu llibre Household Education (Educació de casa) (1848), derivaven de la seva manca de criança durant el creixement. Sa mare era l'antítesi de les qualitats càlides i educatives que Harriet creia necessàries per a les nenes en una edat primerenca. La seva mare instà els seus fills a ser instruïts, però al mateix temps s'oposà a la pedanteria. Amb una mirada aguda per al decòrum femení i les bones maneres, les seves filles mai podrien ser vistes en públic amb una ploma a la mà. Sa mare potencià estrictament una conducta femenina escaient, empenyent la seva filla a "aguantar una agulla de cosir" tan bé com la ploma.
Martineau començà a perdre els sentits del gust i de l'olor a una edat jove; esdevingué cada cop més sorda i hagué d'utilitzar un otòfon. Va ser l'inici de molts problemes de salut en la seva vida. L'any 1821 començà a escriure de manera anònima pel Monthly Repository, un diari unitari, i el 1823 publicà Devotional Exercises and Addresses, Prayers and Hymns (Exercicis i direccions, oracions i himnes devots). El negoci del seu pare va fer fallida el 1829. Amb 27 anys, Martineau feu un pas fora del decòrum femení per guanyar un sou per a la família. Juntament amb la costura, començà a vendre els seus articles al Monthly Repository, guanyà reconeixement, incloent-hi tres premis per assaigs de la Unitarian Association (associació unitària britànica). La seva feina regular al Repository l'ajudà a establir-se com a escriptora autònoma fiable i popular.
En la seva autobiografia (Harriet Martineau's Autobiography), reflexiona sobre el seu èxit com a escriptora i el fracàs empresarial del seu pare, el qual descriu com "una de les millors coses que ens va passar". Des de llavors, ella pogué "viure veritablement en comptes de ser un vegetal". La seva reflexió emfasitza l'experiència amb la responsabilitat financera personal mentre escriu "[la seva] fusió de narratives literàries i econòmiques".
El seu primer llibre encarregat, Illustrations of Political Economy (Il·lustracions d'economia política), fou un tutorial de ficció pretès per ajudar al públic general a entendre les idees d'Adam Smith. Illustrations va ser publicat el febrer de 1832 en una edició de només 1.500 exemplars, ja que l'editor era del parer que no es vendria bé. Tot i així, fou un èxit ben ràpidament, i superaria fermament la venda d'un treball de Charles Dickens. Illustrations fou la seva primera feina a rebre una aclamació significativa, i el seu èxit serví per a estendre les idees de lliure circulació d'Adam Smith i d'altres per tot l'Imperi Britànic. Martineau llavors acordà compondre una sèrie d'històries mensuals similars sobre un període de dos anys, una feina accelerada gràcies al fet de comptar amb el seu germà James treballant amb ella. Les feines subsegüents van oferir tutorials de ficció a una gamma d'economistes polítics com James Mill, Bentham i Ricardo, l'últim especialment formava el criteri de Harriet sobre la llei de lloguer. Més notòriament avui, Martineau confià en Malthus per formar la seva opinió sobre població, encara que en històries com Weal and Woe in Garvelock va promoure la idea del "control de població" només mitjançant idees de castedat voluntària i matrimonis més tardans.

## Londres i els Estats Units
En l'era victoriana, la majoria d'institucions i normes socials eren fortament formades per gènere, o la percepció del que era "apropiat" per homes vers les dones. L'escriptura no n'era cap excepció; obres de no-ficció sobre assumptes socials, econòmics i polítics eren dominats per homes, mentre que àrees limitades, com la ficció novel·lesca, i temes que tractaven la vida domèstica eren considerats apropiats per a autores dones. Malgrat aquestes expectatives en el món literari, Martineau expressà fortament les seves opinions sobre una varietat de temes. El 1832 Martineau es traslladà a Londres. Entre el seu coneguts hi hagué Henry Hallam, Harriet Taylor, Alexander Maconochie, Henry Hart Milman, Thomas Malthus, Monckton Milnes, Sydney Smith, John Stuart Mill, George Eliot, Edward Bulwer-Lytton, Elizabeth Barrett Browning, Sarah Austin, i Charles Lyell, així com Jane Welsh Carlyle i Thomas Carlyle. Va conèixer Florence Nightingale i Charlotte Brontë més tard, durant la seva carrera literària.
Fins al 1834 Martineau estigué ocupada amb el seu germà James en la sèrie d'economia política, així com treballant en una sèrie suplementària, Poor Laws and Paupers Illustrated i Illustrations of Taxation, que pretenien influenciar directament en la política del govern. Durant la mateixa època, publicà quatre històries expressant suport a la Poor Law (llei en suport dels pobres) reformada pel Partit Whig anglès. Aquestes històries (directes, lúcides, escrites sense gens d'esforç aparent, però eficaces en la pràctica) mostraven les característiques de l'estil de l'autora. Paternalistes Tory reaccionanaren anomenant-la malthusianista, "que menysprea la caritat i la provisió per als pobres", mentre els radicals se li van oposar en el mateix grau. La classe alta Whig l'honorà.
El maig de 1834 Charles Darwin, en la seva expedició a les Illes Galàpagos, va rebre una carta de les seves germanes que deien que Martineau era "ara un gran lleó a Londres, molt apreciada per Lord Brougham, que l'ha posat a escriure històries sobre les "Poor Laws" i recomana el llibre Poor Laws and Paupers Illustrated. Afegiren que el seu germà Erasmus "la coneix i n'és un molt gran admirador i tothom llegeix els seus petits llibres i si tens un hora morta pots llegir-los, i llavors tirar-los per la borda, que no et prenguin el teu preciós temps."

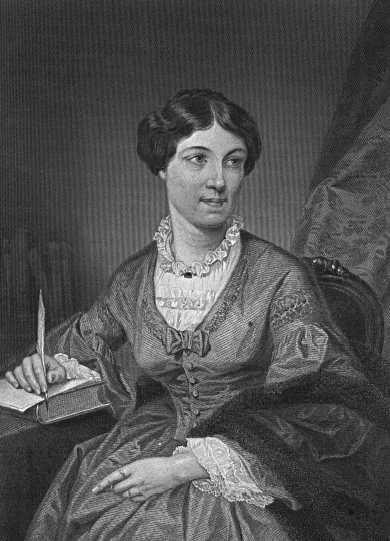
Harriet Martineau

El 1834, després de completar la sèrie d'economia, Harriet Martineau va fer una llarga visita als Estats Units. Durant aquest temps, va visitar James Madison, expresident dels Estats Units, a la seva casa a Montpeller. També conegué nombrosos abolicionistes a Boston i va estudiar les emergents escoles de noies establertes per a la seva educació. El seu suport a l'abolicionisme, llavors àmpliament impopular als EUA, causà controvèrsia, a la qual les seves publicacions, poc després del seu retorn, Society in America (La societat a Amèrica) (1837) i How to Observe Morals and Manners (Com observar la moral i les maneres) (1838), només n'afegí més. Els dos llibres són considerats contribucions significatives al camp llavors emergent de la sociologia.
En Society in America, Martineau criticà aïradament l'estat de l'educació de les dones. Escrigué: "L'intel·lecte de les dones és limitat per una injustificable restricció de... educació... Com que les dones no tenen cap dels objectes a la vida per als quals es considera necessària una educació ampliada, l'educació no és donada... L'elecció és o ser poc educat, passiu, i subordinat, o ben educat, vigorós, i lliure únicament en contra de la voluntat general."
La publicació de Harriet Martineau Illustrations of Political Economy (Exemples d'economia política) tingué èxit de públic. Tant que "al 1834, les vendes mensuals... havien assolit 10.000, diverses vegades el que moltes novel·les de Dickens, el qual amb 2.000 per mes era considerat molt exitós."
El seu article "L'Edat Màrtir dels Estats Units" (1839), al Westminster Review, introduí els lectors anglesos en les lluites dels abolicionistes a Amèrica diversos anys després que Gran Bretanya hagués abolit l'esclavitud.

L'octubre de 1836, després de retornar del viatge del Beagle, Charles Darwin va anar a Londres per quedar amb el seu germà Erasmus. El va trobar gastant els seus dies que "condueixen fora Martineau", qui hi havia retornat del seu viatge als Estats Units. Charles va escriure a la seva germana, 
"La nostra única protecció de tan admirable cunyada és en ella fent-lo treballar massa fort." Va comentar, "Ella ja el fa treballar en la seva ociositat— Algun dia li explicarà les seves idees sobre el matrimoni— Perfecta igualtat de drets és part de la seva doctrina. Jo dubto molt que sigui igualtat a la pràctica."
Els Darwin compartien el fons Unitari i la política Whig de Martineau, però el seu pare Robert estava preocupat que, com a nora potencial, l'escriptora era massa extremista en la seva política. Charles notà que el seu pare estava trastornat per un text llegit al Westminster Review demanant als radicals de trencar amb els Whig i donar als treballadors el vot "abans de saber que no era seu [de Martineau], i va malgastar una gran indignació, i fins i tot ara li costa de creure que no sigui d'ella." A principis de desembre de 1836 Charles Darwin quedà amb Martineau i probablement parlaren dels mons socials i naturals sobre els que ella estava escrivint en el seu llibre Society in America, incloent la "grandesa i bellesa" del "procés de formació del món" que ella va veure a les Cascades del Niàgara. Charles remarcà en una carta, 
Va ser [Martineau] molt agradable i pogué parlar d'un meravellós nombre de temes, considerant el temps limitat. Em vaig quedar asombrat en descobrir el poc lletja que és, però pel que em sembla, està aclaparada amb els seus propis projectes, els seus propis pensaments i les seves pròpies habilitats.Erasmus ha pal·liat tot això, mantenint que un no se l'hauria de mirar com a dona.
Martineau escrigué Deerbrook (1838), una novel·la de tres volums publicada després dels seus llibres americans. Retratà una fallida història d'amor entre un metge i la seva cunyada. Fou considerada la seva novel·la més exitosa. També va escriure The Hour and the Man: An Historical Romance (1839), una novel·la de tres volums sobre el dirigent esclau haitià Toussaint L'Ouverture, qui va contribuir a la obtenció de la independència de l'illa el 1804.

## Newcastle i Tynemouth
El 1839, durant una visita a l'Europa Continental, Martineau va ser diagnosticada amb un tumor uterí. Visità diverses vegades el seu cunyat, Thomas Michael Greenhow, qui era un reconegut doctor a Newcastle upon Tyne, per provar d'alleujar els seus símptomes. En l'última ocasió es va quedar durant sis mesos a la casa familiar dels Greenhow a carrer Eldon Square, 28. Immòbil i confinada a un sofà, va ser cuidada per la seva mare fins que compraren una casa i contractaren una infermera per ajudar-la.
Després es traslladà riu avall a Tynemouth, on va estar-se a la pensió de la Sra.Halliday, Front Street 57, durant gairebé cinc anys des del 16 de març de 1840. L'establiment encara és obrert avui dia com a casa d'hostes, ara anomenat Martineau Guest House en el seu honor.
La seva malaltia la va portar a promulgar, literalment, les limitacions socials de les dones durant aquest temps.
Martineau va escriure com a mínim tres llibres durant la seva malaltia, i un placa històrica marca aquesta casa. Un llibre d'històries curtes per nens, The Playfellow, va ser publicat el 1841. El 1844 publicà ambdós Crofton Boys, una novel·la per nens, i Life in the Sickroom: Essays by an Invalid, una reflexió autobiogràfica sobre l'invalidesa. Va escriure Household Education (1848), el manual sobre la manera "apropiada" de criar i educar els fills. Finalment, començà a treballar en la seva autobiografia. Completada molt més tard, va incloure algun centenar de pàgines sobre aquest període. Algunes visites notables inclogueren Richard Cobden i Thomas i Jane Carlyle.
Life in the Sickroom és considerat una de les obres més infravalorades de Martineau. Molestà als lectors evangèlics, ja que "van pensar que era perillós el 'seu supòsit d'autosuficiència'". Aquesta sèrie d'assajos abraçà la feminitat tradicional. Martineau el dedicà a Elizabeth Barrett, ja que era "un torrent de sentiments a un alter ego femení idealitzat, tant escriptora professional com d'invalidesa professional- i totalment diferent a les dones de la seva pròpia família". Escrit durant una espècie de trencament públic de la seva mare, aquest llibre fou la proclamatió d'independència de Martineau.
Alhora, Martineau va girar la relació doctor/pacient tradicional en el seu cap afirmant el control sobre el seu espai fins i tot en la malaltia. La sickroom (habitació de malalt) fou el seu espai. Life in the Sickroom explicà com recuperar el control fins i tot en la malaltia. Alarmats de que una dona suggerís tal posició en la dinàmica de poder, els crítics van suggerir que, com que era una invàlida, la seva ment també havia d'estar malalta i la seva obra no havia de ser presa seriosament. British and Foreign Medical Review rebutjà el text de Martineau sota la mateixa base dels crítics: una persona malalta no pot escriure una obra sana. Van pensar que era insòlit que una dona suggerís estar en una posició de control, especialment estan malalta. En comptes d'això, la Review recomanà que els pacients seguissin una "submissió incondicional" als consells dels doctors. Van discrepar amb la idea que Martineau pogués tenir alguna classe d'"autoritat sobre els invàlids de Gran Bretanya".
Esperant quedar una invàlida per la resta de la seva vida, Martineau gaudí de la nova llibertat de visió utilitzant el seu telescopi. A l'altra banda del riu Tyne hi havia la platja de sorra "on hi ha freqüents naufragis- massa interessants per a un invàlid ... i per sobre de les roques, un bruguerar, on veig tropes de nens fent volar els seus estels; amants i amics fent els seus passejos ventosos dels diumenges..."
Durant la seva malaltia, per segona vegada declinà una pensió en la llista civil, tement a comprometre la seva independència política. Poc després de la publicació de la seva carta sobre el tema, alguns dels seus amics van reunir una petita anualitat per ella.

## Mesmerisme i Ambleside
El 1844 Martineau es va sotmetre a un curs de mesmerisme, recuperant la salut després d'uns quants mesos. En aquells temps hi havia interès nacional en mesmerisme. També conegut com a 'magnetisme animal', podria ser definit com una "vague agrupació de pràctiques en les que una persona influeix en una altra a través d'una varietat d'accions personals, o a través de la influència directa d'una ment sobre una altra ment. El mesmerisme fou dissenyat per fer que forces invisibles augmentessin les faciltats mentals de l'obkecte mesmèric." Amb el temps publicà un informe del seu cas en setze cartes sobre el Mesmerisme, Letters on Mesmerism, el qual va causar molta discussió. La seva feina provocá una fricció amb "els prejudicis naturals d'un cirurgià i la muller d'un cirurgià " (el seu cunyat i germana, Elizabeth Greenhow, Martineau de soltera).
El 1845 va deixar Tynemouth per Ambleside a Lake District, on es va construir la casa que anomenà The Knoll, Ambleside, on posteriorment passà la majoria de la seva vida. El 1845 va publicar tres volums de Forest and Game Law Tales. El 1846, va residir amb la seva anciana mare, Elizabeth, a Birmingham durant un temps, després del qual va anar de viatge per Egipte, Palestina i Síria amb alguns amics. En el seu retorn va publicar Eastern Life, Present and Past (1848). Aquest quadern de viatge expressà el seu concepte que, mentre que la humanitat passava a través d'una darrere l'altra de les religions mundials històriques, la concepció de la deïtat i del govern diví esdevenia a cada pas més i més abstracte i indefinit. Ella creia que l'objectiu final era l'ateisme filosòfic, però no ho digué explícitament en el llibre. Va descriure les tombes antigues, "el drap negre de l'oblit" conjunt contra el paschal "espectacle de titella" en l'Església del Sagrat Sepulchre, i va anotar que les creences cristianes de la recompensa i el càstig eren basades en i similars a supersticions paganes. Descrivint una tomba de l'antic Egipte, va escriure, "Que igual que la nostra, era la seva vida i mort!... Compara'l amb un agent naval retirat fet aristócrata rural en els nostres dies, i en quant de menys difereixen que coincideixen!" El llibre "tendència infidel" fou massa per l'editor John Murray, que el va refusar.
Martineau va escriure Household Education el 1848, lamentant l'estat de l'educació de les dones. Ella creia que les dones tenien una inclinació natural a la maternitat i creia que el treball domèstic anava de la mà amb el món acadèmic per a una educació apropiada i completa. Declarà, "vaig més enllà que la majoria de persones... en desitjar la pràctica a fons en les ocupacions domèstiques, des de molt jove, per a les noies joves". Proposà que llibertat i racionalitat, més que comandament i obediència, eren els instruments més efectius en l'educació.
El seu interès en els esquemes d'instrucció la va portar a iniciar una sèrie de conferències, adreçades al principi als nens d'escola de Ambleside, però després estèses als seus pares, a petició dels adults. Els temes eren pràctica i principis sanitaris, les històries d'Anglaterra i Amèrica del Nord, i els escenaris dels seus viatges a Orient. A petició de l'editor Charles Knight, el 1849 va escriure The History of the Thirty Years' Peace, 1816–1846, una excel·lent història popular des del punt de vista d'un "Radical filosòfic". Martineau va abastar una àmplia varietat de temes en la seva escriptura i ho va fer amb més fermesa del que s'esperava de les dones en aquells temps. Ha estat descrita dient que tenia una "naturalesa essencialment masculina". Popularment es pensava que una dona "progressiva", en el fet de ser progressiva, estava emulant inadequadament les qualitats d'un home.
Les obres de Martineau van incloure una guia àmpliament utilitzada del Lake District, A Complete Guide to the English Lakes, publicada el 1855 i la seva 4a edició el 1876. Aquesta serví com a guia definitiva de l'àrea durant 25 anys, reemplaçant eficaçment l'anterior guia de William Wordsworth, Guide to the Lakes, i continuà en ús comú fins a la publicació de M. J. B. Baddeley, Thorough Guide to the English Lake District el 1880.

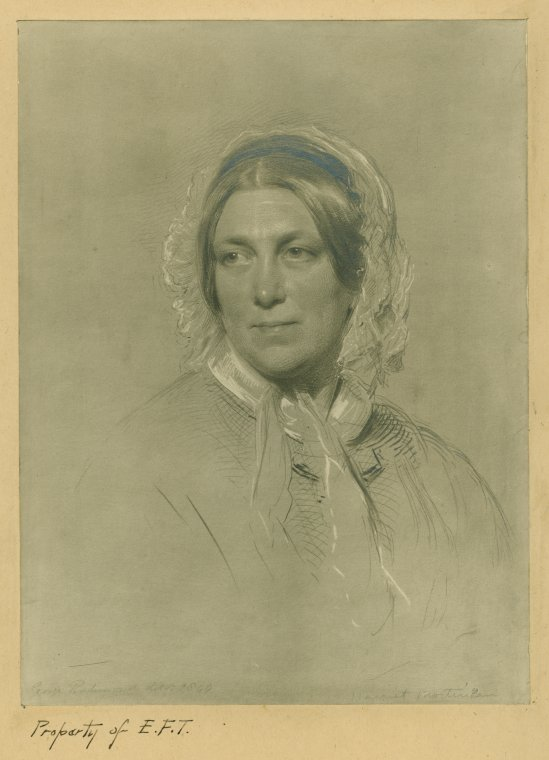
Martineau en els seus darrers anys.

Martineau edità un volum de Letters on the Laws of Man's Nature and Development, publicat el març de 1851. La seva forma epistolar es basa en la correspondència entre ella i el autoproclamat científic Henry G. Atkinson. Ella va exposar la doctrina filosòfica de l'ateisme, la qual creia ser la tendència de la creença humana. No va negar una primera causa però ho declarà incognoscible. Ella i Atkinson pensaven que afirmaven l'obligació moral de l'home. Atkinson fou un entusiasta exponent del mesmerisme. La importància que es dona als temes del mesmerisme i la clarividència augmentaren la desaprovació general del llibre. El Londres literari estava indignat pel seu ateisme evolutiu mesmèric, i el llibre causà una divisió duradora entre Martineau, el seu estimat germà, James qui havia esdevingut un clergue Unitari, i alguns dels seus amics.
De 1852 a 1866, contribuí regularment al Daily News. Va escriure en total més de 1600 articles pel diari. També publicà les seves cartes d'Irlanda, Letters from Ireland, escrites durant una visita a aquest país a l'estiu de 1852. Durant molts anys fou col·laboradora al Westminster Review; el 1854 estigué entre els financers que impediren el seu tancament.
Martineau creia ser psicosomàtica; aquesta creença mèdica de l'època relacionava l'úter a les emocions i la histèria. Va tenir símptomes d'histèria en la seva pèrdua de gust i olor. La seva sordesa parcial durant tota la vida podria haver contribuït als seus problemes. Diverses persones, incloent la mossa, el seu germà, i Spencer T. Hall (un mesmerista notable) van practicar mesmerisme en ella. Alguns historiadors atribueixen la seva recuperació aparent dels símptomes a un canvi en el posicionament del seu tumor de manera que ja no obstruïa altres òrgans. Com que les millores físiques foren els primers senyals de guariment que va tenir en cinc anys i passà al mateix temps que el seu primer tractament mesmèric, confidencialment Martineau va atribuir al mesmerisme la seva "cura".
Martineau continuà el seu activisme polític durant el final dels 1850s i els 1860s. Va donar suport a la Llei de la Propietat de les Dones Casades i el 1856 signà una petició per la llei organitzada per Barbara Bodichon. També va pressionar per a la prostitució amb llicència i per lleis que s'adressesin als clients més que a les dones. Va donar suport al sufragi de les dones i va signar la petició de Bodichon al seu favor l'any 1866.
A principis de 1855, Martineau patia de malaltia cardiovascular. Començà a escriure la seva autobiografia, ja que esperava la fi de la seva vida. Completant el llibre ràpidament en tres mesos, va ajornar la seva publicació fins que després de la seva mort, i va viure dues dècades més. Va ser publicada a títol pòstum el 1877.

Quan el llibre de Darwin L'Origen de les Espècies va ser publicat el 1859, el seu germà Erasmus va enviar una còpia al seu vell amor Harriet Martineau. A l'edat de 58 anys, ella segui escrivint opinions des de la seva casa a Lake District. Des del seu "paisatge de neu", Martineau va enviar les gràcies, afegint que anteriorment va apreciar
la qualitat i conducta de la ment del vostre germà, però és un satisfacció indescriptible veure aquí la plena manifestatió de la seva serietat i simplicitat, la seva sagacitat, la seva indústria, i el poder pacient amb el que ha recollit tal quantitat de fets, transmutar-los per tal tractament sagaç en tal coneixement portentós. M'agradaria molt saber com de gran és la quantitat dels nostres homes científics que creuen que ha trobat un bon camí.
Martineau donà suport la teoria de Darwin perquè no era basada en la teologia. Martineau s'esforçà pel laïcisme declarant, "En l'estat present del món religiós, el Laïcisme hauria de florir. Quina quantitat de pecat i infortuni podria ser i seria llavors extingit." Va escriure al seu amic Malthusian (i ateu) George Holyoake entusiasmada, "Quin llibre! – enderrocant (si és cert) la Religió revelada per una banda, i la Natura (fins on les Causes Finals i Disseny són concernits) en l'altre. La gamma i la quantitat de coneixement li treu a un la respiració." A Fanny Wedgwood (la muller de Hensleigh Wedgwood) va escriure,
Lamento una mica que C.D. se sortís del seu camí dos o tres vegades per parlar de "El Creador" en el sentit popular de la Primera Causa.... El seu tema és "l'Origen de les Espècies" i no l'origen de l'Organització; i sembla un mal innecessari haver obert aquesta especulació en absolut – I ara! He alliberat la meva ment.

## Economia i ciències socials
Harriet Martineau propugna teories econòmiques polítiques a Illustrations of Political Economy. Ella és vista com una pionera que combina ficció i economia en un període en què la "ficció reclamava autoritat sobre el coneixement emocional, mentre que l'economia reclamava autoritat sobre el coneixement empíric." A més, el text de Martineau crea l'escenari per a les dones per entrar en l'economia. Per exemple, Dalley Lana explica que "portant el tema de l'economia domèstica per influenciar en l'economia política, Martineau col·loca les dones més centralment dins de pràctica i teoria econòmica. En aquest context, les dones--com a lectores de Illustrations--no només representen una part en l'economia a gran escala sinó que també (a causa de la seva participació) se'ls anima a aprendre els principis de l'economia política."
Ja al 1831, Martineau va escriure sobre el tema "Economia Política" (com es coneixia llavors al camp d'economia). El seu objectiu era per popularitzar i il·lustrar els principis del capitalisme laissez faire, encara que no preclamà cap teoria original.
Les refleccions de Martineau sobre Society in America, publicat el 1837, són clars exemples dels seus mètodes sociològics. Les seves idees en aquest camp van ser posades en el seu llibre de 1838, How to Observe Morals and Manners. Ella creia que algunes lleis socials molt generals influeixen la vida de qualsevol societat, incloent el principi de progrés, l'aparició de la ciència com el producte més avançat de l'esfoç de l'intel·lecte humà, i la importància de la dinàmica de la població i l'entorn físic natural.
Auguste Comte va encunyar el nom de la sociologia i va publicar una exposició laberíntica sota el nom de Cours de Philosophie Positive el 1839. Martineau emprengué una traducció que va ser publicada en dos volums el 1853 com The Positive Philosophy of Auguste Comte (lliurement traduït i condensat per Harriet Martineau). Fou una fita remarcable, i exitosa; Comte recomanà els seus volums als seus estudiants en comptes del seu propi. Alguns escriptors consideren Martineau com la primera dona sociòloga. La seva introducció de Comte al món de parla anglèsa i els elements de perspectiva sociològica en les seves escriptures originals dona suport el seu crèdit com a sociòloga.

## Mort

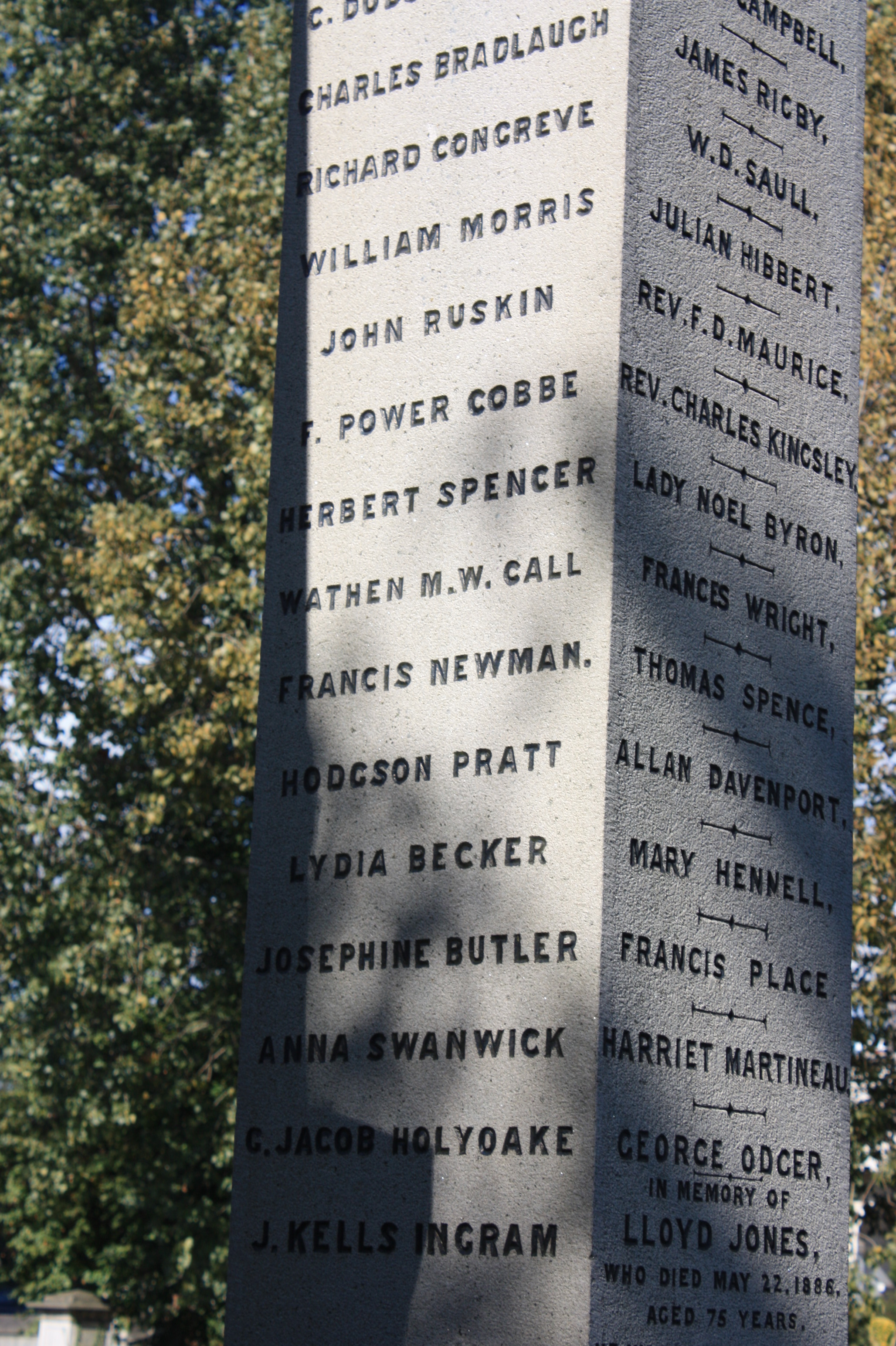
El nom de Harriet Martineau en la secció més baixa del memorial de Reformistes, cementiri Kensal Green

Harriet Martineau morí de bronquitis a "The Knoll" el 27 de juny de 1876.
L'abril següent, a Bracondale, la propietat del seu cosí, molta part de la extensa col·lecció d'art de Martineau va ser venuda a subhasta.

## Memorial
El seu nom és llistat a la cara est del Memorial de Reformistes al cementiri Kensal Green a Londres.

## Llegat
Harriet deixà un croquis autobiogràfic per ser publicat pel Daily News, en el que va escriure:
El seu poder original no era més que a causa de la serietat i claredat intel·lectual dins d'un cert rang. Amb poc poder imaginatiu i suggerent i, per tant, res que s'aproximi a geni, va poder veure clarament el què va veure, i donar una expressió clara al què havia de dir. En resum, va poder popularitzar mentre no va poder descobrir ni inventar.

Original: Her original power was nothing more than was due to earnestness and intellectual clearness within a certain range. With small imaginative and suggestive powers, and therefore nothing approaching to genius, she could see clearly what she did see, and give a clear expression to what she had to say. In short, she could popularize while she could neither discover nor invent.

El 1877 la seva autobiografia va ser publicada. Fou rar per una dona el publicar tal obra, molt menys un de naturalesa laica. El seu llibre va ser considerat dispassionat, "filosòfic fins al nucli" en la seva percepció de la masculinitat, i una obra de determinisme elevat (necessitarianism). Martineau explora profundament les experiències i memòries d'infantesa, expressant sentiments d'haver estat privat de l'afecte de la seva mare, així com una forta devoció pel seu germà James Martineau, un teòleg.
Anthony Giddens i Simon Griffiths argumenten que Martineau és un fundador abandonat de la sociologia i que segueix sent important avui en dia. Ella ensenyà que l'estudi de la societat ha d'incloure tots els seus aspectes, incloent les institucions polítique, religioses i socials clau, i va insistir en la necessitat d'incloure les vides de dones. Fou la primera sociòloga en estudiar tals assumptes com el matrimoni, els nens, la vida religiosa, i relacions racials. Finalment, va encoratjar als sociòlegs a fer més que només observar, sinó també treballar per beneficiar la societat.
El febrer de 2014, es va informar que la Nacional Portrait Gallery de Londres mantenia diversos retrats de Harriet. El fill del seu nebot, Francis Martineau Lupton, el rebesavi de Caterina, Duquessa de Cambridge, era patró de la galeria. Harriet fou propera a la seva neboda Frances Lupton, qui treballà per desplegar oportunitats educatives per dones.

### Llibres
- Illustrations of taxation; 5 volumes; Charles Fox, 1834
- (Il·lustracions d'Economia Política) - Illustrations of Political Economy; 9 volumes; Charles Fox, 1834
- (Miscel·lànies) - Miscellanies; 2 volumes; Hilliard, Gray and Co., 1836
- (La Societat a Amèrica) - Society in America; 3 volumes; Saunders and Otley, 1837; (reissued by Cambridge University Press, 2009; ISBN 978-1-108-00373-5); Internet Archive
- (Retrospectiva de Viatge a l'Oest) - Retrospect of Western Travel; Saunders and Otley, 1838, (Project Gutenberg Volume 1, Volume 2)
- (Com Observar la Moral i les Maneres) - How to Observe Morals and Manners; Charles Knight and Co, 1838; Google Books, Project Gutenberg
- Deerbrook; London, 1839; Project Gutenberg
- (La Hora i l'Home: Un Romanç Històric) The Hour and the Man: An Historical Romance, 1839, Project Gutenberg
- (Els nois Crofton. Una història) - The Crofton Boys. A Tale; Charles Knight, 1841; Project Gutenberg
- (Vida a l'Habitació del Malalt) - Life in the Sickroom, 1844
- (Educació de Casa) - Household Education, 1848, Project Gutenberg
- (Vida Oriental. Present i Passat) - Eastern Life. Present and Past; 3 volumes; Edward Moxon, 1848
- (La Història de la Pau dels 30 Anys) - The History of the Thirty Years' Peace, A.D. 1816–1846 (1849)
- (Gestes al fiord. Una història de Noruega) - Feats on the Fiord. A Tale of Norway; Routledge, Warne, & Routledge, 1865, Project Gutenberg
- (Autobiografia de Harriet Martineau. Amb commemoracions de Maria Weston) - Harriet Martineau's Autobiography. With Memorials by Maria Weston Chapman; 2 volumes; Smith, Elder & Co, 1877; Liberty Fund.
- (Una Guia Completa dels Llacs Anglesos) - A Complete Guide to the English Lakes; John Garnett 1855 and later editions[24]
- (Cartes sobre les lleis de la naturalesa i desenvolupament de l'home) - Atkinson, H.G. & Martineau, H.; Letters on the Laws of Man's Nature and Development; Chapman, 1851 (reissued by Cambridge University Press, 2009; ISBN 978-1-108-00415-2)
- (La Filosofia Positiva de Auguste Comte) - Comte, A; Martineau, H. (tr.); The Positive Philosophy of Auguste Comte; 2 volumes; Chapman, 1853 (reissued by Cambridge University Press, 2009; ISBN 978-1-108-00118-2)

### Cartes
- (Les Cartes Recopilades de Harriet Martineau) - Logan (Ed.), D. A. (2007). The Collected Letters of Harriet Martineau. London: Pickering and Chatto. ISBN 978-1-85196-804-6.